# Henriette Mazot
Pour les articles homonymes, voir Mazot.
Henriette Mazot, née le 12 octobre 1874 à Brive-la-Gaillarde et morte le 31 juillet 1972 à Paris, est une pharmacienne française.

## Biographie
Henriette Mazot est la première femme française interne en pharmacie. Elle est reçue en 1897, première année durant laquelle les femmes sont autorisées à concourir,. 
Elle est lauréate en 1899 du prix de l'École supérieure de pharmacie de Paris.